# Stade Hoheluft
Le Stade Hoheluft (en allemand : Stadion Hoheluft) est un stade omnisports allemand (servant principalement pour le football) situé à Eppendorf, quartier nord de l'arrondissement de Hambourg-Nord de la ville de Hambourg.
Le stade, doté de 11 000 places et inauguré en 1907, sert d'enceinte à l'équipe de football du SC Victoria Hambourg.

## Histoire
À la suite de son premier titre de champion d'Allemagne du Nord en 1906, le club Victoria Hambourg se décide de se faire construire son propre stade, qui ouvre ses portes l'année suivante en 1907.
Il est inauguré septembre 1907 lors d'une victoire 5-2 en match de gala des locaux du Victoria Hambourg sur le champion national en titre VfB Leipzig.
En 1909, il devient le premier stade d'Allemagne du nord à se doter d'une tribune. Cela a rendu le stade attrayant pour les matchs internationaux et les matchs de la phase finale pour le titre de champion de la ligue allemande.
En 1911, l'Allemagne perd 3-1 dans le stade contre la Suède. En 1912, la finale du titre se joue au  stade devant 10 000 spectateurs entre le Holstein Kiel et Karlsruher FV.
En 1921, le stand principal brûle lors d'un incendie vraisemblablement criminel, et est reconstruit en béton.
En 1929 et 1931, la finale du championnat ouvrier se joue au stade (remportée par le SC Lorbeer devant respectivement 15 000 et 20 000 spectateurs).
Quelques matchs de boxe anglaise s'y sont également déroulés.
En 1932, le NSDAP loue le stade pour une soirée pour un meeting lors duquel se rendent 50 000 personnes pour écouter le discours d'Adolf Hitler.
Le record d'affluence au stade est de 37 000 spectateurs, lors d'une victoire 6-1 du Hambourg SV contre St. Pauli le 13 juin 1948 (match comptant pour la finale du championnat de la Zone britannique 1947-48).
Une rénovation a lieu à la fin des années 1970 puis à nouveau en 1985.
La réduction progressive du nombre de places assises a lieu au fil des décennies à la suite du déclin sportif du Victoria Hambourg.
Jusqu'en 2007, le club de football américain des Hambourg Eagles jouaient leur matchs au stade.
En 2008 et 2009, le stade est rénové pour répondre aux exigences des normes de Regionalliga (D4). Lors de la même saison, le club du Altonaer FC 1893 joue ses matchs au stade.
Entre 2011 et 2014, la deuxième équipe du FC St. Pauli joue ses matchs à domicile au stade.
En 2017, le terrain en gazon naturel est remplacé par un gazon synthétique.

## Événements

### Matchs internationaux de football
| Date             | Compétition  | Équipes              | Score | Affluence |
| ---------------- | ------------ | -------------------- | ----- | --------- |
| 29 octobre 1911  | Match amical | Allemagne — Suède    | 1-3   | 9 000     |
| 26 octobre 1913  | Match amical | Allemagne — Danemark | 1-4   | 15 000    |
| 10 mai 1923      | Match amical | Allemagne — Pays-Bas | 0-0   | 20 000    |
| 4 novembre 1923  | Match amical | Allemagne — Norvège  | 1-0   | 25 000    |
| 17 novembre 1940 | Match amical | Allemagne — Danemark | 1-0   | 28 000    |

## Galerie

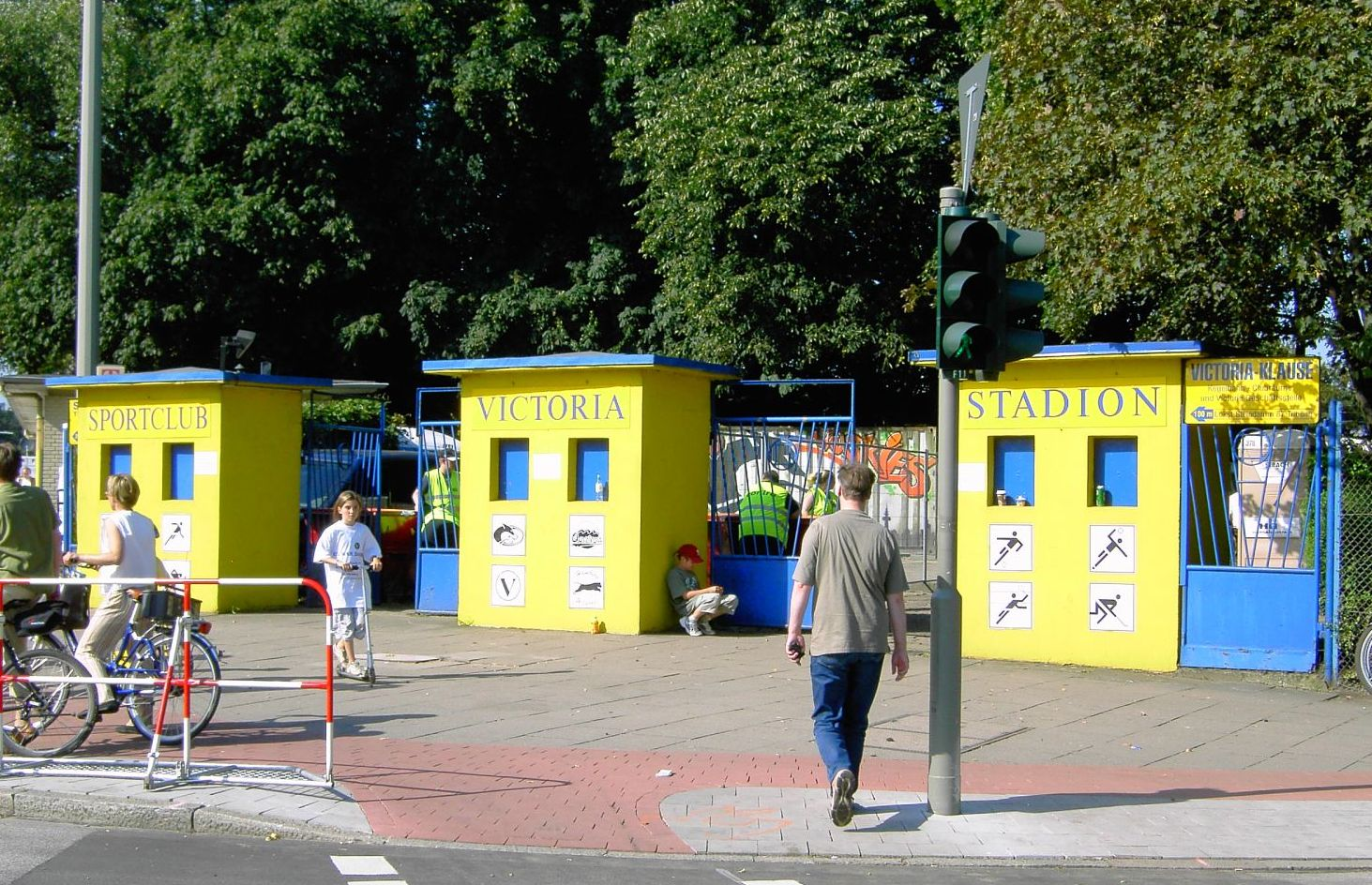
Entrée du stade
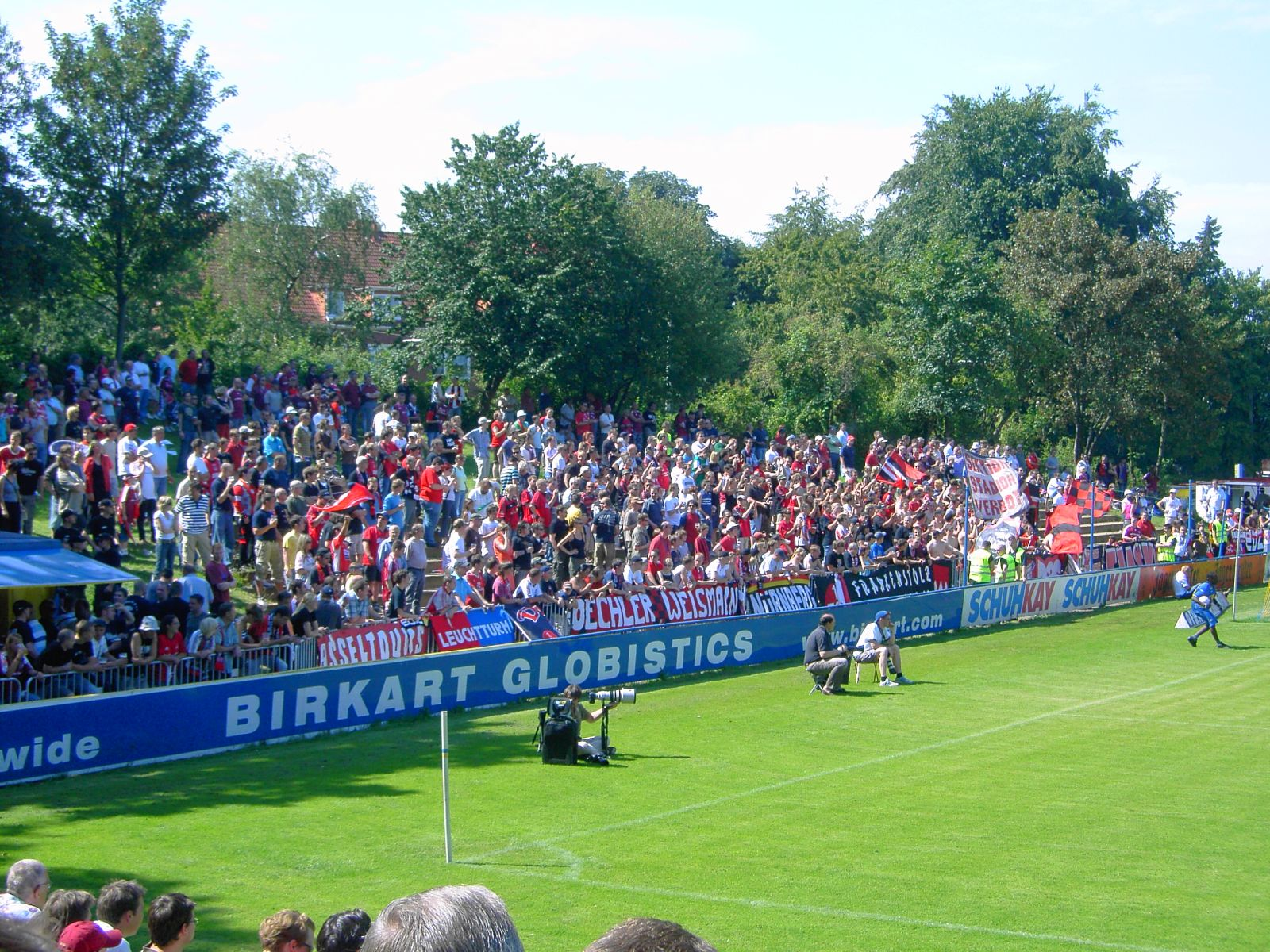
Vue de la tribune (1)
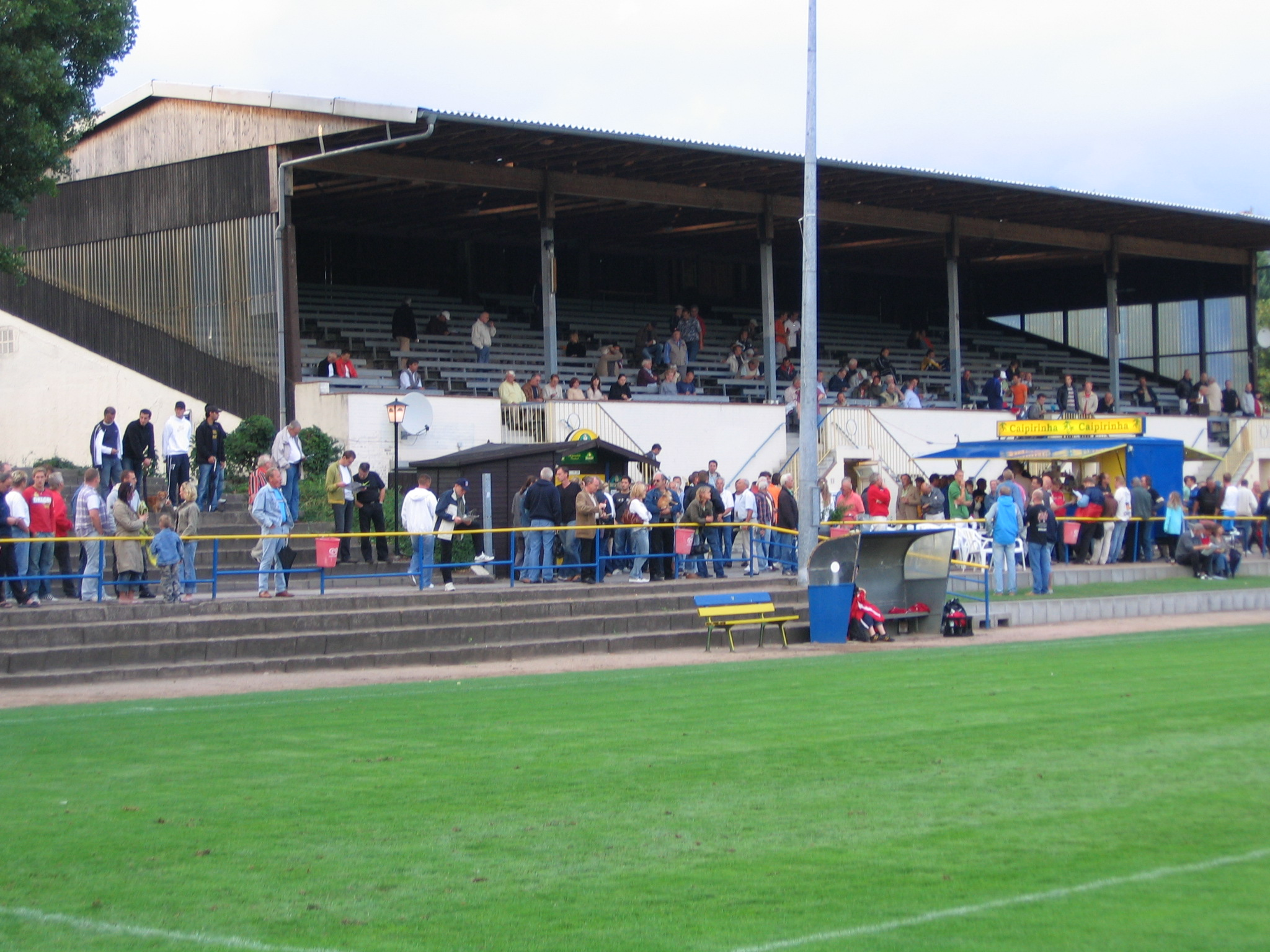
Vue de la tribune (2)
Panorama du stade
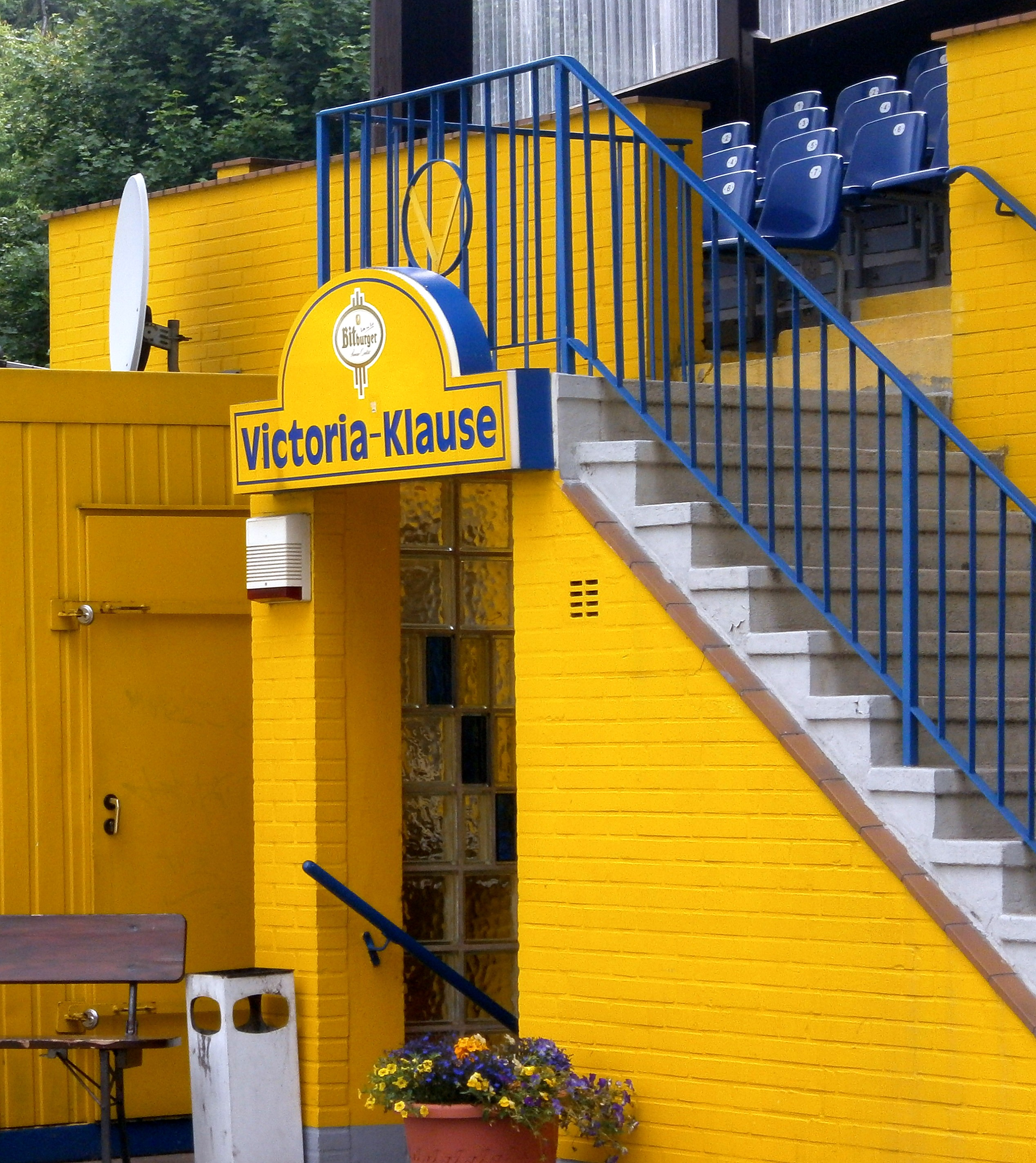
Restaurant du stade Victoria Klause